# Marcel Fourrier
Marcel Fourrier, né le 11 août 1895 à Batna (Algérie) et mort le 22 avril 1966 à Saint-Michel-les-Portes (Isère), est un avocat, journaliste, résistant et homme politique français.

## Biographie
Étudiant en droit à Paris, il est engagé volontaire en novembre 1914 et participe pour l'essentiel comme officier aux combats de la Première Guerre mondiale. Il relate cette expérience en 1919 dans un ouvrage qu'il cosigne avec Maurice Gagneur, Avec les chars d'assaut.
Après la Guerre, il s'engage dans le combat pacifiste. Il participe ainsi, aux côtés d'Henri Barbusse, au groupe Clarté, puis prend la direction de la revue du même nom à partir de 1923. Membre du PCF, il contribue à la réorienter d'un pacifisme idéaliste vers un engagement révolutionnaire plus affirmé, en même temps qu'il entre à la rédaction du journal communiste L'Humanité.
Il entame aussi le rapprochement entre Clarté et le groupe surréaliste, mais la naissance d'une revue commune La Guerre civile, annoncée fin 1925, ne se concrétise pas, essentiellement du fait de l'opposition de la direction du parti communiste français.
Fourrier relance alors Clarté, et fait entrer le trotskiste Pierre Naville dans sa rédaction. L'évolution de la ligne éditoriale de Clarté vers l'opposition communiste, puis le trotskisme, conduit à l'exclusion de Fourrier du PCF, en mai 1928.
Il collabore alors à la revue La Lutte de classes, animée par Pierre Naville, qu'il quitta cependant assez rapidement pour s'engager au sein du groupe qui publiait la revue Contre le courant, qui disparaît en 1929.
Dans la même période, il s'engage aux côtés des autonomistes alsaciens et notamment du petit parti communiste d'Alsace, distinct du PCF. Après un détour aux côtés de Pierre Rimbert au sein de l'Union communiste, Fourrier finit par adhérer à la SFIO en 1934.
Désigné candidat socialiste aux législatives de 1936 dans une circonscription où la SFIO était faible, il se désiste en faveur du communiste Prosper Môquet qui est élu.
Membre du courant Gauche révolutionnaire, mené par Marceau Pivert, il siège à partir de 1937 au comité directeur du parti, et s'affirme comme relativement critique vis-à-vis de la politique menée par Léon Blum, notamment sur l'Espagne. Fourrier participe ainsi à la création du Comité d'action socialiste pour l'Espagne.
Estimant que Pivert et la GR s'aveuglent sur la montée du nazisme du fait d'un pacifisme trop réducteur, il se rapproche de la revue Que faire ? dirigée par André Ferrat, et tente de rallier à l'idée d'une unité organique de la gauche "prolétarienne".
Le peu d'écho de ses appels le conduisent à finalement rejoindre le courant Bataille socialiste, mené par Jean Zyromski. Pendant toute cette période, il s'illustre aussi par un engagement anticolonialiste relativement original dans la gauche socialiste de l'époque.
Pendant la Guerre, Fourrier participa à la Résistance par le biais de la publication de journaux clandestins. D'abord au travers du relativement confidentiel Notre révolution, puis au sein de Franc-Tireur.
À la Libération, il devient rédacteur en chef du journal, qui est maintenu et devient un des titres phares de la période. Il tente en 1948 de fusionner son journal avec celui d'Emmanuel d'Astier de La Vigerie, Libération, mais ce projet est mal accueilli par une grande partie de la rédaction, qui ne se retrouve pas dans les orientations socialistes unitaires de Fourrier. Celui-ci est contraint de démissionner, et décide de rejoindre Libération, dont il deviendra le rédacteur en chef.
Membre de la commission exécutive de la SFIO depuis 1944, il participe notamment avec Élie Bloncourt à la relance de la tendance Bataille socialiste, qui défend l'unité de la gauche et donc l'alliance avec les communistes.
Exclu en janvier 1948 avec l'ensemble de la direction de sa tendance, il participe à la création du Parti socialiste unitaire dans lequel il s'investit pleinement.
Tout en étant du côté de ceux qui, s'opposant à Bloncourt, veulent une dénonciation sans nuance du titisme, il s'oppose cependant aux tentatives des minoritaires de renverser la direction pour aligner le PSU sur le PCF. L'échec dans ce dernier combat le conduit à se retirer en 1951 des instances nationales du PSU et à s'investir plutôt au sein de l'Union progressiste.
"Compagnon de route" du PCF, il figure notamment parmi les dirigeants du Mouvement de la paix à partir de 1955, de la direction nationale de l'ARAC, signataire de nombreuses pétitions à l'initiative des communistes, il est membre du secours populaire français, et plaide parfois comme avocat (il est inscrit au barreau depuis 1927) en faveur de causes politiques.
À partir de 1958, le journal Libération, qui est son engagement principal, connaît des difficultés à la fois politique et financière. Il doit abandonner le poste de rédacteur en chef, puis s'oppose à l'évolution d'Astier de la Vigerie, qui manifeste des sympathies pour le gaullisme. Finalement, le journal est mis en faillite en 1964.
En 1966, il meurt dans un accident de la route.

## Sources
- Dictionnaire biographique du mouvement ouvrier, notice de Nicole Racine et Eric Nadaud